# اندرو نوریس
اندرو نوریس (انگلیسی: Andrew Norriss؛ زادهٔ ۱۸ اکتبر ۱۹۴۷) نویسنده، فیلم‌نامه‌نویس، و نویسنده کودکان اهل بریتانیا است. او در کالج ترینیتی دوبلین تحصیل کرده است.  از آثار شاخص نوریس میتوان از ساعت برنارد و آکویلا نام برد.